# Équipe cycliste Movistar Best PC
L'équipe cycliste Movistar Best PC est une équipe cycliste équatorienne. Créée en 2019 avec un statut de club amateur, elle court avec une licence d'équipe continentale depuis 2020.

## Principales victoires

### Courses par étapes
- Vuelta Ciclista a Miranda : 2019 (Steven Haro)
- Tour du Costa Rica : 2022 (Marco Tulio Suesca) et 2023 (Juan Diego Alba)
- Tour de l'Équateur : 2024 (Richard Huera)

### Championnats nationaux
- Championnats d'Équateur sur route : 3
  - Course en ligne espoirs 2019 : Benjamín Quinteros
  - Contre-la-montre espoirs : Lenin Montenegro (2019), Harold Martín López (2021)

## Classements UCI
L'équipe participe aux épreuves des circuits continentaux et en particulier de l'UCI America Tour. Les tableaux ci-dessous présentent les classements de l'équipe sur les différents circuits, ainsi que son meilleur coureur au classement individuel.
UCI America Tour
| UCI America Tour | UCI America Tour       | UCI America Tour                          | UCI America Tour |
| Année            | Classement par équipes | Meilleur coureur au classement individuel |                  |
| ---------------- | ---------------------- | ----------------------------------------- | ---------------- |
| 2020             | 8e                     | Byron Guamá (41e)                         |                  |
| 2021             | 3e                     | Cristian Pita (27e)                       |                  |
| 2022             | 3e                     | Sebastián Novoa (28e)                     |                  |
| 2023             | 6e                     | Byron Guamá (54e)                         |                  |
|                  |                        |                                           |                  |
| Source : UCI     |                        |                                           |                  |

L'équipe est également classée au Classement mondial UCI qui prend en compte toutes les épreuves UCI et concerne toutes les équipes UCI.
| Classement mondial | Classement mondial     | Classement mondial                        | Classement mondial |
| Année              | Classement par équipes | Meilleur coureur au classement individuel |                    |
| ------------------ | ---------------------- | ----------------------------------------- | ------------------ |
| 2020               | 109e                   | Byron Guamá (576e)                        |                    |
| 2021               | 55e                    | Cristian Pita (315e)                      |                    |
| 2022               | 74e                    | Sebastián Novoa (340e)                    |                    |
| 2023               | 83e                    | Byron Guamá (588e)                        |                    |
| 2024               | -                      | Brayan Obando (782e)                      |                    |
|                    |                        |                                           |                    |
| Source : UCI       |                        |                                           |                    |

## Movistar-Best PC en 2022

### Effectif
| Cycliste            | Date de naissance | Nationalité | Équipe 2021           |  |
| ------------------- | ----------------- | ----------- | --------------------- |  |
| Pablo Caicedo       | 14 octobre 1986   | Équateur    | Best PC               |  |
| Erik Caiza          | 18 janvier 2002   | Équateur    | Best PC               |  |
| Jhonny Correa       | 29 avril 2003     | Équateur    | néo-professionnel     |  |
| Joel Fuertes        | 11 juin 1999      | Équateur    | Best PC               |  |
| Carlos Gálviz       | 27 octobre 1989   | Venezuela   | Deportivo Táchira-JHS |  |
| Byron Guamá         | 14 juin 1985      | Équateur    | Best PC               |  |
| Jhonatan Montenegro | 21 novembre 2002  | Équateur    | Pichincha             |  |
| Santiago Montenegro | 15 mai 1998       | Équateur    | Best PC               |  |
| Leonidas Novoa      | 6 novembre 1992   | Équateur    | Best PC               |  |
| Paulo Pantoja       | 2 janvier 2003    | Colombie    | néo-professionnel     |  |
| Jimmy Quimbianba    | 28 juillet 2002   | Équateur    | néo-professionnel     |  |
| Marco Tulio Suesca  | 11 août 1994      | Colombie    | Orgullo Paisa         |  |
| Miguel Rodriguez    | 3 septembre 1997  | Équateur    | Best PC Ecuador       |  |
| Jerson Urbano       | 12 janvier 1995   | Colombie    | Saitel                |  |

### Victoires
| Date       | Course                                            | Pays       | Classe | Vainqueur           |
| ---------- | ------------------------------------------------- | ---------- | ------ | ------------------- |
| 29/10/2022 | 7e étape du Tour du Guatemala                     | Guatemala  | 2.2.   | Santiago Montenegro |
| 15/11/2022 | 4e étape du Tour de l'Équateur                    | Équateur   | 2.2.   | Santiago Montenegro |
| 17/11/2022 | 6e étape du Tour de l'Équateur                    | Équateur   | 2.2.   | Santiago Montenegro |
| 19/11/2022 | 8e étape du Tour de l'Équateur                    | Équateur   | 2.2.   | Santiago Montenegro |
| 24/12/2022 | 9e étape (contre-la-montre) du Tour du Costa Rica | Costa Rica | 2.2    | Marco Tulio Suesca  |
| 25/12/2022 | Tour du Costa Rica                                | Costa Rica | 2.2    | Marco Tulio Suesca  |